# Królowie Urartu
Królowie Urartu – zestawienie władców państwa Urartu, istniejącego na Wyżyny Armeńskiej w pierwszej połowie I tysiącleciu p.n.e. Niektóre daty wzięto nie ze źródeł historycznych, lecz zostały ustalone przez naukowców jako najbardziej prawdopodobne. Dlatego nowe dane archeologiczne mogą wnosić zmiany do chronologii panowania królów urartyjskich.
| Imię króla  | Okres panowania | Okres rozwoju Urartu |
| ----------- | --------------- | --- |
| Arame       | 859–844 p.n.e.  | Początek państwowości Urartu, konsolidacja plemion Nairi. Stolicą Urartu było miasto Arzaszkun. |
| Lutipri     | 844 rok p.n.e.  | Zjednoczenie plemion Nairi pod berłem jednej dynastii. |
| Sarduri I   | 844–828 p.n.e.  | Rozwój militarny Urartu, wyznaczenie Tuszpy na stolicę. |
| Iszpuini    | 828–810 p.n.e.  | Wzmocnienie granic Urartu, przyłączenie Musasiru, gdzie kwitł kult Chaldiego, reforma religijna i ustanowienie Chaldego na zwierzchnika panteonu urartyjskiego.                                                               |
| Menua       | 810–786 p.n.e.  | Największy rozkwit państwa, zwiększenie terytorium Urartu, przejęcie asyryjskich szlaków handlowych do Azji Mniejszej, monopolizacja regionalnego handlu bronią, rozwój gospodarki, budowa sieci kanałów irygacyjnych i dróg. |
| Argiszti I  | 786–764 p.n.e.  | Szczyt potęgi Urartu, poszerzenie granic na zachodzie, podbój Zakaukazia, założenie Erebuni i Argisztihinili. |
| Sarduri II  | 764–735 p.n.e.  | Utrata wiodącej pozycji Urartu na Bliskim Wschodzie wskutek klęski w wojnie z Asyrią o zachodnie obszary. |
| Rusa I      | 765–714 p.n.e.  | Podjęcie próby odbudowy potęgi Urartu, pod koniec panowania przegrana wojna z Asyrią, w wyniku której został zniszczony Musasir.                                                                                              |
| Argiszti II | 714–685 p.n.e.  | Unikanie otwartej konfrontacji z Asyrią, zapoczątkowanie ekspansji Urartu na wschód. |
| Rusa II     | 685–639 p.n.e.  | Przeprowadzenie z powodzeniem kilku wypraw wojennych na zachodzie w okresie osłabienia Asyrii, zbudowanie wielu nowych miast-twierdz – w tym nowej stolicy Rusahinili.                                                        |
| Sarduri III | 639–625 p.n.e.  | Polityczna zależność od Asyrii, najazdy Medów i Kimerów. |
| Sarduri IV  | 625–620 p.n.e.  | Kryzys państwowości, utrata kontroli nad centralnym obszarem, przeniesienie stolicy do Tejszebaini, koniec dynastii, założonej przez Lutipriego.                                                                              |
| Erimena     | 620–605 p.n.e.  | Nowa dynastia panująca. |
| Rusa III    | 605–595 p.n.e.  | Odzyskanie na krótko po upadku Asyrii kontroli nad centralną i południową częścią Urartu, polityczna zależność od Medii, głęboki kryzys państwowości.                                                                         |
| Rusa IV     | 595–585 p.n.e.  | Upadek Urartu. |